# アラン・ベネット
アラン・ベネット（Alan Bennett、1934年5月9日 - ) は、イギリスの劇作家、小説家、シナリオライターである。

## 経歴
1934年にイギリスのウェスト・ヨークシャー州リーズで生まれ、オックスフォード大学のエクセター・カレッジで学ぶ。ベネットの名が世に知られたのは、1960年代初期に『周辺を越えて』(Beyond the Fringe) の4人の脚本兼出演者のうちの一人としてであった。
1985年・1987年・1995年にロンドン映画批評家協会賞を、1990年・1992年・2005年にローレンス・オリヴィエ賞を、1996年に英国アカデミー賞を、2006年にトニー賞、ドラマ・デスク・アワードを受賞した。

## 受賞歴
- ロンドン映画批評家協会賞脚本賞
  - 1985年 （A Private Function（『最強最後の晩餐』）に対して）
  - 1987年 （Prick Up Your Ears（『プリック・アップ』）に対して）
- ロンドン映画批評家協会賞脚本賞（イギリス映画） 1995年 （The Madness of King George（『英国万歳!』）に対して）
- 英国アカデミー賞アレクサンダー・コルダ賞 1996年 （The Madness of King George（『英国万歳!』）に対して）
- ローレンス・オリヴィエ賞
  - Best New Comedy　1990年 （Single Spiesに対して）
  - Best Entertainment・Best Actor in a Musical　1992年 （Talking Headsに対して）
  - Best New Play 2005年 （The History Boys（『ヒストリー・ボーイズ』）に対して）
  - Society of London Theatre Special Award 2005年
- トニー賞 演劇作品賞　2006年　（The History Boys（『ヒストリー・ボーイズ』）に対して）
- ドラマ・デスク・アワード Outstanding Play 2006年 （The History Boys（『ヒストリー・ボーイズ』）に対して）

## 邦訳作品
- 『やんごとなき読者』、市川恵里訳、白水社、白水Uブックス、2009年

## 作品

### 小説
- やんごとなき読者 "The Uncommon Reader" (2007)

### 戯曲
- ヒストリーボーイズ The History Boys (2006)

### 映画
- Long Shot, 1980
- Dreamchild, 1985
- The Secret Policeman's Ball, 1986
- The Secret Policeman's Other Ball, 1982
- A Private Function, 1986 (脚本)
- Pleasure At Her Majesty's, 1987
- プリック・アップ Prick Up Your Ears, 1987 (脚本)
- Little Dorrit, 1987
- Wind in the Willows, 1995
- Parson's Pleasure, 1995
- 英国万歳! The Madness of King George, 1995 (原作、脚本、カメオ出演)
- ヒストリーボーイズ The History Boys, 2006 (原作、脚本)
- ミス・シェパードをお手本に The Lady in the Van, 2015 (原作、脚本)